# Osredke
Osredke so naselje v Občini Dol pri Ljubljani.